# Drimia pulchromarginata
Drimia pulchromarginata är en sparrisväxtart som beskrevs av John Charles Manning och Peter Goldblatt. Drimia pulchromarginata ingår i släktet Drimia och familjen sparrisväxter. Inga underarter finns listade i Catalogue of Life.